# Villapedre (Asturias)
Villapedre (en asturiano Viḷḷapedre) es una parroquia perteneciente al concejo de Navia (Principado de Asturias), situada a 8,2 km de la capital de este municipio. Su código postal es el 33793.

## Ubicación y demografía
Tiene una superficie de 6,45 km², atravesada por el arroyo de Vega. Cuenta con una población total de 527 (INE 2025) habitantes.

## Conexiones
Su red de comunicaciones incluye la N-634 (Carretera de La Coruña), y el Ferrocarril de vía estrecha FEVE (Ferrol-Gijón), aunque éste, cada día con peores expectativas, debido a la desinversión por parte del Gobierno en los últimos años.[cita requerida]

## Patrimonio
Su iglesia, construida a partir de una donación de Domingo Antonio Trelles en 1707 y que ha tenido diversas reformas desde entonces, contiene excelentes retablos destacando el de su Patrón (Santiago) a caballo y otro en traje de peregrino relacionado con su ubicación en el Camino de Santiago por la costa. Su fiesta se celebra el 25 de julio. Villapedre es paso obligado del Camino de Santiago en la denominada «Ruta de la costa».

## Eventos culturales
Desde 2020 la Sociedad Asturiana de Filosofía celebra en Villapedre la Escuela de verano de Asturias.

## Barrios
- Tox
- El Cueto
- Villar
- Bárzana
- Pedrosa
- El Bao
- El Barbeitín
- La Peña
- Villaiz
- Villainclán
- Cabrafigal
- La Llamiella